# محمود پسیخانی
محمود پسیخانی (انگلیسی: Mahmoud Pasikhani) بنیان‌گذار فرقهٔ نقطویه در ایران است، که یکی از انشعاب‌های فرقهٔ حروفیه به‌شمار می‌رود. او در پسیخان استان گیلان به‌دنیا آمد. پسیخانی مدعی بود که تجسم روح محمد در یک سطح بالاتر است. او در سال ۱۳۹۷ میلادی خود را مهدی خواند.
وی که در ۸۳۱ هجری (۱۴۲۸ میلادی) درگذشته، یکی از مخالفان جدی ترکان ماوراءالنهری خصوصاً امیر تیمور بوده، در گرگان می‌زیسته و ادعاها داشته‌است.